# 延朗
延朗（えんろう、大治5年（1130年）- 承元2年1月12日（1208年1月30日））は、平安時代末期から鎌倉時代初期にかけての僧侶。対馬太郎源義信の長男。松尾上人と号す。

## 経歴
大治5年（1130年）、但馬国に生まれる。幼名を徳寿丸といい、長じて小太郎義実を名乗る。天養元年（1144年）、15歳で出家。以降、延暦寺や園城寺にて天台宗を学び、顕教・密教両面の内典・外典に通じた碩学（）ぶりをもって知られた。安元2年（1176年）、京都・最福寺の創建を果たし、同寺のあった地名にちなんで松尾を号とした。
文治年間、元は平重衡の所領であった丹波国篠村庄を賜った源義経の申し出により、同庄の寄進を受ける。初めは固辞した延朗であったが、いったん引き受けた後は、領内の農民の年貢を停止し、代わって念仏を奨励し、その唱えた回数に応じて年貢の受け取り状を交付した。義経が朝敵として追われた後は、源頼朝に同庄の返上を申し出るが、それには及ばないとされ、文治2年（1186年）には頼朝の使者豊島有経を通じて、改めて同庄を賜った。
承元2年正月12日（1208年1月30日）、79歳にして入寂した。